# Conopodium subcarneum
Conopodium subcarneum là một loài thực vật có hoa trong họ Hoa tán. Loài này được (Boiss. & Reut.) Boiss. mô tả khoa học đầu tiên năm 1845.